# Sex met Angela
Sex met Angela was een Nederlands televisieprogramma voor jongeren dat in 1993 en 1994 door de AVRO in de vooravond werd uitgezonden. Het programma werd gepresenteerd door Angela Groothuizen en was bedoeld om jongeren openlijk over seks en aanverwante onderwerpen te informeren en er over te praten.

## Inhoud
De studio leek op een intieme slaapkamer, waarbij Angela Groothuizen op een groot rond bed haar gasten ontving.
De sfeer was soms een beetje lacherig, maar iedereen werd in zijn of haar waarde gelaten. 
Een vast onderdeel was een intiem kruisverhoor met een bekende Nederlander waarbij deze vaak opvallend veel van zichzelf blootgaf en er bijvoorbeeld werd gevraagd wanneer hij of zij het voor het eerst "deed".
Het programma deed in het buitenland nogal wat stof opwaaien. Vooral vanuit het conservatieve Amerika was er grote verontwaardiging over het concept. Angela Groothuizen verscheen in 1995 in de Amerikaanse talkshow van Phil Donahue om haar aanpak te verdedigen.
Het programma werd steevast afgesloten met de zin van Angela: Doe nooit iets waar jij geen zin in hebt en als je het doet, doe het dan veilig.

## Overige medewerk(st)ers
Naast in de titel genoemde gastvrouw traden de volgenden als zichzelf op:
- Jeroen de Beer
- Anita Doth
- Roger Loos
- Jan Rot
- Ray Slijngaard
- Robbin Wiegman